# 理查德·西奧多·格林納
理查德·西奧多·格林納（英語：Richard Theodore Greener，1844年—1922年）是美國重建時期黑人學者先驅，擅長演講、哲學、法律和古典學。1870年，他成為哈佛大學第一位黑人畢業生。三年之內，他還從南卡羅來納大學法學院畢業，在短暫擔任副主編後，又被聘為該學院第一位黑人教授。曾短暫擔任弗雷德里克·道格拉斯擁有和編輯的報紙《新國家時代》的副主編。
1875年，格林納成為第一位當選美國語言學協會會員的非洲裔美國人，美國語言學協會是北美古典研究的主要學術團體。1876年獲得南卡羅來納州最高法院執業資格，次年獲得哥倫比亞特區律師資格。他後來擔任霍華德大學法學院院長。
1898年，他成為美國第一位駐白人國家的黑人外交官，在俄羅斯海參崴任職。在日俄戰爭期間繼續擔任美國代表，但1905年離開外交部門。
1902年，中國政府授予格林納御赐双龙宝星，表彰他在義和團戰爭中的貢獻以及對山西飢荒人民的援助。利比里亞蒙羅維亞學院1882年授予他榮譽法學博士學位，霍華德大學於1907年授予他榮譽法學博士學位。菲利普斯學院和南卡羅來納大學均以格林納的名義頒發年度獎學金。菲利普斯學院還在2018年以格林納的名字為一座中央四合大院命名，同年南卡羅來納大學為他建造了一座雕像。

## 延伸閱讀
- Anderson, Christian K. and Jason C. Darby (2021). “Richard T. Greener at the Reconstruction-era University: Professor, Librarian, and Student.” In Robert Greene II and Tyler D. Parry (Eds.), Invisible No More: The African American Experience at the University of South Carolina (pp. 51–72). Columbia, SC: University of South Carolina Press.
- Chaddock, Katherine Reynolds. . Baltimore: Johns Hopkins University Press. 2017. ISBN 9781421423296. OCLC 983568517.
- Blight, David W. . New York: Simon & Schuster. 2018. ISBN 9781416590323.
- Corley, Cheryl. . All Things Considered. Washington, DC: NPR. 2012-04-23  [2012-04-23]. （原始内容存档于2023-07-16）.
- Miles, Johnnie H.; J. J. Davis; S. E. Ferguson-Roberts; R. G. Giles. . Paramus, NJ, USA: Prentice Hall Press. 2001. ISBN 9780735202269. OCLC 651947581.
- Robert Mounter, Michael.  (学位论文). Columbia, SC: University of South Carolina. 2002. OCLC 52198252、773942702.
- Potter, Joan.  Revised. New York, NY: Dafina Imprint, Kessington Publishing Corp. 2009-11-24 [1994]  [2012-04-23]. ISBN 9780758241665. OCLC 535901432.  for electronic book.

## 外部連結
- Richard T. Greener Website （页面存档备份，存于）
- Phillips Academy quad to be named for Greener （页面存档备份，存于）